# 金石原駅

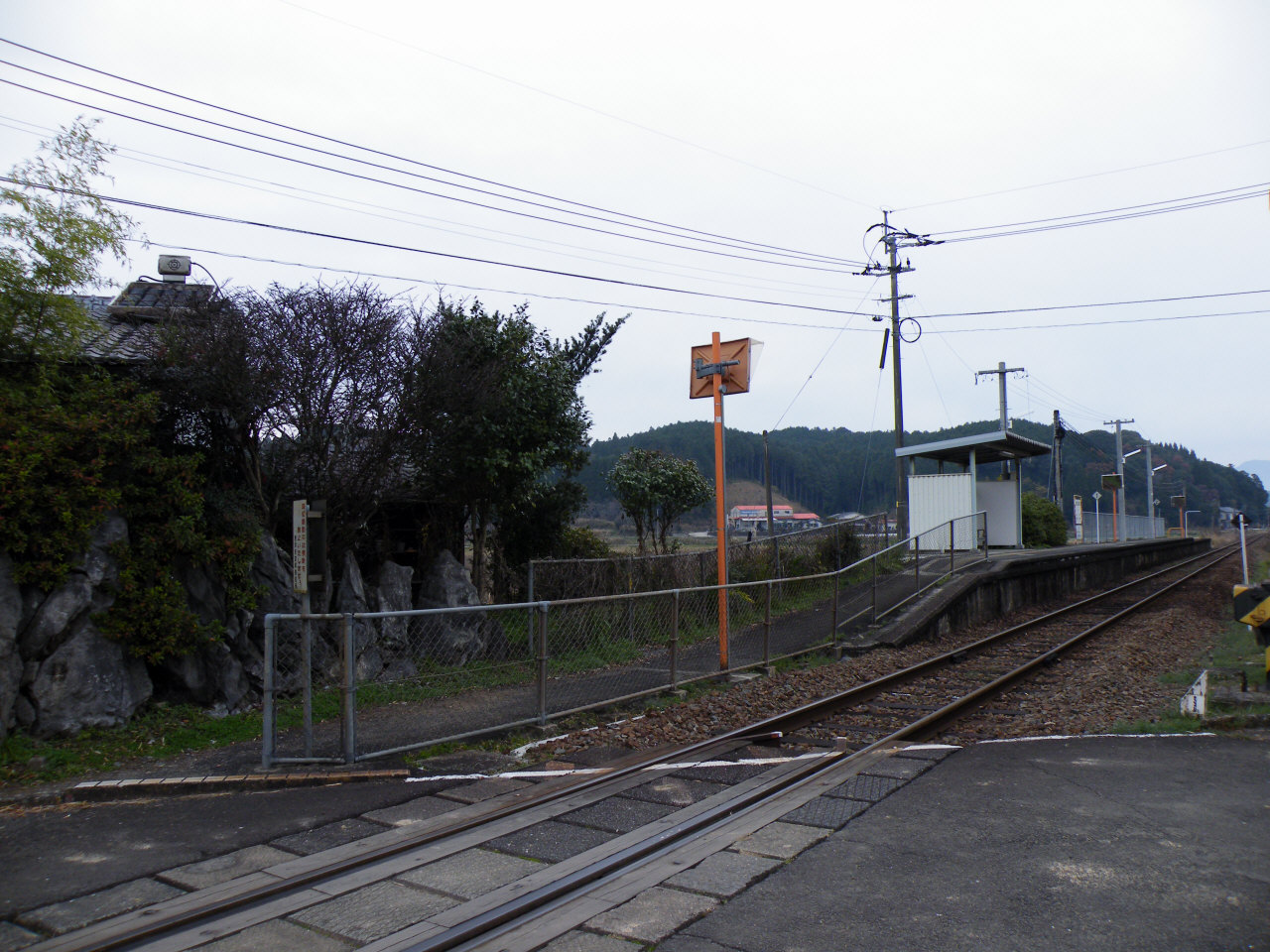
駅全景（2008年12月）

金石原駅（かないしはらえき）は、佐賀県伊万里市松浦町山形にある、九州旅客鉄道（JR九州）筑肥線の駅である。

## 歴史
- 1935年（昭和10年）3月1日：北九州鉄道により金石原停留場として開業[2]。
- 1937年（昭和12年）10月1日：国有化[2]。金石原駅となる[2]。
- 1946年（昭和21年）11月10日：一般駅化[2]。
- 1961年（昭和36年）12月1日：小口扱い貨物取扱廃止[2]。
- 1970年（昭和45年）10月1日：荷物扱い廃止[3]。無人駅となる[4]。
- 1987年（昭和62年）4月1日：国鉄分割民営化に伴い、JR九州に移管[2]。

## 駅構造
単式ホーム1面1線を有する地上駅。駅舎は無く待合所が設置されている。以前はトイレが待合所と並んで設置されていたが、2005年以降に撤去され整地されている。無人駅となっている。

## 利用状況
2011年度の1日平均乗車人員は25人である。
| 年度   | 1日平均 乗車人員 |
| ------ | ---------------- |
| 2000年 | 51               |
| 2001年 | 40               |
| 2002年 | 35               |
| 2003年 | 36               |
| 2004年 | 35               |
| 2005年 | 31               |
| 2006年 | 26               |
| 2007年 | 33               |
| 2008年 | 25               |
| 2009年 | 30               |
| 2010年 | 25               |
| 2011年 | 25               |

## 駅周辺
旧国道498号沿いにある駅の1つ。駅付近は田畑や集落となっており、駅南側には瓦屋根を扱う会社の事業所がある。
- 伊万里警察署松浦警察官駐在所
- 光雲寺
- 国道498号松浦バイパス
- 佐賀県道53号武雄伊万里線

## 隣の駅
九州旅客鉄道（JR九州）
■筑肥線
桃川駅 - 金石原駅 - 上伊万里駅